# Ауген
Ауген (њем. Auggen) општина је у њемачкој савезној држави Баден-Виртемберг. Једно је од 50 општинских средишта округа Брајсгау-Хохшварцвалд. Према процјени из 2010. у општини је живјело 2.485 становника. Посједује регионалну шифру (AGS) 8315004.

## Географски и демографски подаци
Ауген се налази у савезној држави Баден-Виртемберг у округу Брајсгау-Хохшварцвалд. Општина се налази на надморској висини од 264 метра. Површина општине износи 14,2 km². У самом мјесту је, према процјени из 2010. године, живјело 2.485 становника. Просјечна густина становништва износи 176 становника/km².

## Међународна сарадња
| Мјесто         | Држава    | Врста сарадње | Од    |
| -------------- | --------- | ------------- | ----- |
| Шатонеф ди Пап | Француска | партнерство   | 1976. |
| Извор          |           |               |       |